# Rogério Augusto das Neves
Rogério Augusto das Neves (* 30. Dezember 1966 in São José dos Campos, Bundesstaat São Paulo) ist ein brasilianischer römisch-katholischer Geistlicher und Weihbischof in São Paulo.

Bischofswappen von Rogério Augusto das Neves

## Leben
Rogério Augusto das Neves studierte zunächst Zivilrecht, trat in das Priesterseminar ein und studierte Philosophie am Instituto de Teologia e Filosofia Santa Teresinha in seiner Heimatstadt. Theologie studierte er bis 1998 an der Fakultät der Dehonianer in Taubaté. Am 3. Juli 1999 empfing er das Sakrament der Priesterweihe für das Bistum São José dos Campos.
Nach weiteren Studien des Kanonischen Rechts erwarb er am Instituto de Direito Canônico Dr. Giuseppe Benito Pegoraro in São Paulo das Lizenziat und wurde 2003 an der Päpstlichen Lateranuniversität promoviert. Neben verschiedenen Aufgaben in der Pfarrseelsorge war er von 2005 bis 2009 Rektor des philosophischen Seminars. Außerdem war er Richter und Vizeoffizial am interdiözesanen Kirchengericht in Aparecida und gehörte dem Priesterrat sowie dem Konsultorenkollegium an. Zuletzt war er seit 2015 Pfarrer der Pfarrei Nossa Senhora da Soledade in São José dos Campos und nahm verschiedene kanonistische Lehraufträge wahr.
Am 3. März 2022 ernannte ihn Papst Franziskus zum Titularbischof von Lares und zum Weihbischof in São Paulo. Der Erzbischof von São Paulo, Odilo Pedro Kardinal Scherer, spendete ihm am 1. Mai 2022 in der Kirche Nossa Senhora da Soledade in São José dos Campos die Bischofsweihe. Mitkonsekratoren waren der Bischof von São José dos Campos, José Valmor César Teixeira SDB, und der Erzbischof von Ribeirão Preto, Moacir Silva.